# Ralf Zumdick
Ralf Zumdick (Münster, 1958. május 10.– ) német labdarúgókapus, jelenleg a Hannover másodedzője.

## Pályafutása

### Játékosként
Zumdick szülővárosában kezdett el focizni, 1976-tól a helyi Preußen Münster ificsapatának kapusa volt. 1980-ban bekerült a felnőttcsapat keretébe, majd 1981-ben a VfL Bochumhoz szerződött. Rolf Schafstall edző kezei alatt alapemberré vált, és a válogatotthoz is egyre közelebb került. Legnagyobb sikere a Német labdarúgókupa 1988-as döntőjébe kerülés volt. A döntőt az Eintracht Frankfurt Détári Lajos 81. percben szerzett góljával nyerte meg.

### Edzőként
1995-ben befejezte aktív játékosi pályafutását, és a VfL Bochum edzői stábjának tagja lett. Az évek során Klaus Toppmöller, Ernst Middendorp és Bernard Dietz mellett másodedzőként dolgozott, majd 1999 decemberében ő lett a csapat első számú edzője.
Első edzői évadában sikerült a Bochumot visszavezetnie az élvonalba. Ennek ellenére a 2000–2001-es bajnokság ideje alatt, 2001. február 12-én leváltották. Helyére Rolf Schafstall került, akinek azonban nem sikerült a Bundesligában való bennmaradást elérnie. Bochumi évei alatt egy hageni műfüves labdarúgócsarnok tulajdonosa lett.
2003-ban a ghánai Asante Kotoko edzője lett, majd ugyanabban az évben a ghánai felnőtt válogatott és az olimpiai csapat élére is kinevezték.
2003 decemberében a HSV Hamburger másodedzője lett Thomas Doll vezetőedző mellett. 2007. január 31-én a klub megvált az egész szakmai stábtól, mivel a csapat a bajnokság utolsó helyére csúszott.
2007 márciusától Zumdick Thomas Doll segítőjeként dolgozott a Borussia Dortmundnál, majd 2009-ben ugyancsak Doll másodedzője lett az ankarai Gençlerbirliğinél. Doll 2010 októberében távozott a török klubtól, helyére pedig Zumdick került. 2011 áprilisában közös megegyezéssel szerződést bontott a klubbal.
2011 augusztusában az iráni Persepolis Teherán sportigazgatója lett. Ugyanazon év decemberében rövid ideig elvállalta a klub edzői feladatait is. 2012 áprilisában befejezte tevékenységét az iráni klubnál.
2012 júliusában három hónapig a hivatásos labdarúgókat tömörítő szervezet, a VTV (Vereinigung der Vertragsfußballspieler) által szervezett edzőtáborát vezette, amelyben éppen szerződés nélküli és sérülésből felépülő labdarúgókkal foglalkozott.
2013 októberében ideiglenes edző lett a bochumi DJK TuS Hordel csapatánál.
2013 decemberétől a Ferencváros új edzőjét, Thomas Dollt segíti másodedzőként.

## Sikerei, díjai
- Német kupa:
  - Ezüstérem: 1988